# Кет Стівенс
Кет Стівенс він же Юсуф Іслам (англ. Cat Stevens, справжнє ім'я: Стівен Діметрі Джордіу, англ. Steven Demetri Georgiou нар. *21 липня 1948, Лондон, Велика Британія) — британський вокаліст, гітарист, клавішник, композитор, автор текстів, продюсер; найвідоміший своєю попсовою баладою у власному виконанні під гітару «Батько і син» («Father and Son», 1970). Наприкінці 1977 конвертував до ісламу і з 1978 поміняв ім'я; відтоді він зветься Юсуф Іслам, англ. Yusuf Islam;

## Початок
Народився в лондонському районі Мерілебон в інтернаціональній імігрантські сім'ї: батько — володар ресторану грек-кіпріот Ставрос Георгіу (Stavros Georgiou, нар. 1900), мати — Інгрід Вікман (Ingrid Wickman, нар. 1915) родом із Швеції. У Кета є ще старша сестра Аніта і брат Девід.
Продюсер Майк Херс спершу відкрив у 1966 році талант молодого Кета, під час виступу останнього в Гаммерсмітській шлолі мистецтв (англ. Hammersmith Art School): будучи під великим враженням від співака, відразу організував йому запис пісні
«І Love My Dog». Тоні Холл з фірми звукозапису «Decca» теж висловився з великою повагою про артиста — і незабаром Стівенс став першим виконавцем на новоутвореній фірмі «Deram», що була філією «Decca»: до дебютного синглу ввійшли твори «І Love My Dog» та «Portobello Road», які принесли йому перший значний успіх. Протягом наступних двох років Стівенс виконав та записав пісні «Matthew & Son», «I Am Gonna Get Me A Gun», «Bad Night»; деякі з пісень вслід за ним випустили такі відомі виконавці як, наприклад, Пі-Пі Арнольд («First Cut Is The Deepest») та The Tremeloes («Here Comes My Baby»).

## Співацька кар'єра
Перші два альбоми, записані для фірми «Decca», — колекція коротеньких пісень, що легко сприймались, з дещо старосвітський акомпанементом. Захворівши на туберкульоз, Стівенс був вимушений вирушити на довготривале лікування: під час одужання переусвідомив своє попереднє життя — і наступні одинадцять альбомів, записані протягом восьмирічного періоду, переповнювались смутком та роздумами. Першим з цієї серії був лонгплей «Мопа Bone Jakon», пізніше з'явились «Tea For The Tillerman» та «Teaser & The Firecat». Усі вони представили самотнього композитора, який дозволяв слухачам входити в інтимний світ його думок, прагнень та надій. Стівенс виявився майстром таких речей — і написав багато наївних, але водночас красивих пісень, як-от: «Wild World», «Peace Train», «Moon Shadow», «Lady D'Arbanville», «Hard Headed Woman» та «Can't Keep It In». Однак родзинкою артиста — це твори, що натякали на релігійну тематику, сумнів та скептицизм: до таких найкращих його композицій належать «Father & Son» та «Sitting». Вісім альбомів з цього восьмирічного періоду здобули титул «золотої платівки», десять синглів потрапили до британського чарту, а чотирнадцять — до американського.
У другій половині сімдесятих Стівенс прийняв іслам, узяв собі ім'я Юсуф Іслам та припинив виступи й записи: прибутки від продажу своїх музичних інструментів переказав на доброчинні цілі, а сам присвятив себе опіці та навчанню мусульманських дітей, які мешкають у Великій Британії. 1991 року, перед конфліктом у Перській затоці, навіть поїхав до Багдада, де вів переговори про звільнення заручників.

## Дискографія
- 1967: Matthew & Son
- 1967: New Masters
- 1970: Mona Bone Jakon
- 1970: Tea For The Tillerman
- 1971: Very Young & Early Songs
- 1972: Catch Bull At Four
- 1973: Foreigner
- 1974: Buddha & The Chocolate Box
- 1974: View From The Top
- 1975: Greatest Hits
- 1975: Numbers
- 1977: Izitso
- 1978: Back To Earht
- 1984: Footsteps In The Dark
- 1990: The Very Best Of Cat Stevens

## Премії
- 2003 — «Премія Миру» («World Social Award»), заснована Михайлом Горбачовим для організації «Гуманітарна допомога дітям і жертвам війни»